# 엘리자베트 드파르디외
엘리자베트 드파르디외(프랑스어: Élisabeth Depardieu, 1978년 6월 2일 ~ )는 프랑스의 배우이다. 배우 제라르 드파르디외의 아내였다.

## 출연 작품
- 타르튀프 (1984, Le Tartuffe)
- 우리는 두 번 죽지 않는다 (1985, On ne meurt que deux fois)
- 마농의 샘 (1986)
- 마농의 샘 2 (1986)
- 르 가르슈 (1995)
- 미쉬카 (2002, Mischka)